# Anselm Ricker
Anselm Ricker OSB (* 10. März 1824 in Bratislava; † 29. Dezember 1902 in Mayerling; eigentlich Josef Ricker) war ein österreichischer römisch-katholischer Pastoraltheologe.

## Leben
Ricker trat nach dem Besuch des Gymnasiums der Benediktiner von Pannonhalma und der philosophischen Jahrgänge in Bratislava 1842 in die Wiener Schottenabtei ein. Er studierte Theologie an der Universität Wien und wurde 1847 zum Priester geweiht. 1851 promovierte er zum Doktor der Theologie. Von 1851 bis 1857 war er Kooperator in Pulkau, von 1857 bis 1861 in der Pfarre Schottenfeld sowie 1861/1862 in der Pfarre St. Ulrich. Danach wirkte er 1862 bis 1872 als Kurat und Prediger in der Stiftspfarre. Von 1872 bis 1895 war Ricker Universitätsprofessor für Pastoraltheologie an der Universität Wien, daneben 1875/1876, 1880/1881, 1885/1886 und 1893/1894 Dekan der Katholisch-Theologischen Fakultät. 1881/1882 bekleidete er das Amt des Rektors der Universität. Im Kloster fungierte er 1881 bis 1887 als Prior.
Rickers pastoraltheologische Lehrtätigkeit war eng verbunden mit aktiver Seelsorge. Er war einer der ersten Vertreter der Pastoralpsychiatrie; von ihm stammt auch das erste deutschsprachige Lehrbuch zu diesem Thema.

## Werke (Auswahl)
- Das Leben der katholischen Kirche in ihren Gebräuchen dargestellt und erklärt für die Jugend. Wien 1852 (6. Aufl. 1882).
- Katholische Glaubens- und Sittenlehre. Wien 1858 (5. Aufl. 1872).
- Die Verwaltung des Buss-Sakramentes. Wien 1873.
- Leitfaden der Pastoral-Theologie. Wien 1874 (2. Aufl. 1878).
- Kurzgefasste Anleitung zur Theorie der Katechetik. Wien 1887 (4. Aufl. 1893).
- Pastoral-Psychiatrie zum Gebrauche für Seelsorger. Wien 1888 (3. Aufl. 1894).
- Das Perikopen-System. Versuch einer genetisch-historischen Entwicklung desselben in der römischen Kirche in den ersten sechs Jahrhunderten. Wien 1892.